# Parti jeune
Le Parti jeune (en turc : Genç Parti) est un parti politique nationaliste de Turquie, fondé en 2002.

## Résultats électoraux

### Élections législatives
| Année | Voix      | %    | Rang | Siège   |
| ----- | --------- | ---- | ---- | ------- |
| 2002  | 2 285 598 | 7,25 | 5e   | 0 / 550 |
| 2007  | 1 064 871 | 3,04 | 5e   | 0 / 550 |
| 2023  | 112 731   | 0,21 | 15e  | 0 / 600 |